# Ethan Allen Brown

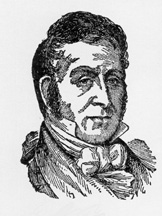
Ethan Allen Brown

Ethan Allen Brown (* 4. Juli 1776 in Darien, Connecticut; † 24. Februar 1852 in Indianapolis, Indiana) war ein US-amerikanischer Jurist und Politiker und von 1818 bis 1822 der siebte Gouverneur von Ohio. Diesen Bundesstaat vertrat er außerdem im US-Senat.

## Frühe Jahre und Aufstieg in Ohio
Ethan Brown wurde am amerikanischen Unabhängigkeitstag geboren. Er besuchte die örtlichen Schulen seiner Heimat und lernte dort auch Französisch, Latein und Griechisch. Danach studierte er bei Alexander Hamilton Jura und wurde im Jahr 1802 als Rechtsanwalt zugelassen. Nach einem Umzug nach Cincinnati in Ohio im Jahr 1804 begann er bald eine juristische Laufbahn.
Im Jahr 1810 wurde er Richter am Obersten Gerichtshof (Supreme Court) von Ohio. Dieses Amt bekleidete er bis zum Jahr 1818. Politisch war Brown Mitglied der Demokratisch-Republikanischen Partei. Im Jahr 1818 wurde er zum neuen Gouverneur von Ohio gewählt.

## Gouverneur, Senator und Botschafter
Brown trat sein neues Amt am 14. Dezember 1818 an. Im Jahr 1820 wurde er in eine zweite Amtszeit gewählt. Seine Amtszeit wurde teilweise von einer im Jahr 1819 ausgebrochenen wirtschaftlichen Depression überschattet. Trotzdem konnte der Gouverneur den Ausbau des Schulsystems finanzieren. Außerdem wurde die Infrastruktur des Staates, insbesondere das Kanalsystem, verbessert. Damals wurde eine Sonderkommission ins Leben gerufen, die sich mit dem Ausbau der Wasserstraßen befasste.
Am 4. Januar 1822 trat Brown vorzeitig vom Amt des Gouverneurs zurück, um in den US-Senat zu wechseln. Zwischen 1822 und 1825 vertrat er seinen Staat im Kongress. Danach war er von 1825 bis 1830 Beauftragter der Regierung von Ohio für den Ausbau der Kanäle des Staates (Canal Commissioner). Im Jahr 1830 wurde Brown von Präsident Andrew Jackson zum Botschafter in Brasilien ernannt. Dieses Amt behielt er bis 1834, dann arbeitete er bis 1836 bei der Landverteilungsbehörde (General Land Office) in Washington.
In diesem Jahr wurde er 70 Jahre alt und beschloss, in den Ruhestand zu gehen. Er zog sich nach Rising Sun in Indiana zurück, wo er bereits Anfang des Jahrhunderts Land erworben hatte. In Indiana kehrte er doch noch einmal in die Politik zurück. Zwischen 1841 und 1842 war er Mitglied des Staatsparlaments. Brown war auch in der Demokratischen Partei aktiv und 1852 Vizepräsident des Staatsparteitages in Indianapolis. Er starb während dieser Veranstaltung im Februar 1852.